# Maury Muehleisen
Maury Muehleisen (Trenton, 14 gennaio 1949 – Natchitoches, 20 settembre 1973) è stato un musicista statunitense, noto soprattutto per la collaborazione con il cantautore Jim Croce.
È morto a 24 anni in un incidente aereo insieme allo stesso Croce e ad altre quattro persone subito dopo un concerto tenuto in Louisiana.

## Discografia (come solista)

### Album
- 1970 - Gingerbreadd (Capitol Records, ST 644)